# Вітор Гоміш
Вітор Гоміш (порт. Vítor Gomes, нар. 25 грудня 1987, Віла-ду-Конде) — португальський футболіст, півзахисник клубу «Ріу Аве».
Виступав, зокрема, за клуб «Ріу-Аве», а також молодіжну збірну Португалії.
Володар Кубка Португалії.

## Клубна кар'єра
Народився 25 грудня 1987 року в місті Віла-ду-Конде. Вихованець футбольної школи клубу «Морейренсе».
У дорослому футболі дебютував 2005 року виступами за команду клубу «Ріу-Аве», в якій провів три сезони, взявши участь у 42 матчах чемпіонату. 
Протягом 2008 року на правах оренди захищав кольори команди клубу «Кальярі».
Повернувся до складу клубу «Ріу-Аве»2008 року. Цього разу відіграв за клуб з Віла-ду-Конді наступні п'ять сезонів своєї ігрової кар'єри.
Згодом з 2013 по 2017 рік грав у складі команд клубів «Відеотон», «Відеотон», «Морейренсе», «Баликесірспор», «Морейренсе» та «Белененсеш».
До складу клубу «Авеш» приєднався 2017 року. Відіграв за клуб з Віла-даз-Авеш 57 матчів в національному чемпіонаті.
Влітку 2019 року Гоміш перейшов до кіпрського клубу «Омонія», у складі якої відіграв наступні два сезони.
1 липня 2021 року уклав дворічну угоду з командою «Ріу Аве».

## Виступи за збірні
Протягом 2006–2007 років залучався до складу молодіжної збірної Португалії. На молодіжному рівні зіграв у 9 офіційних матчах, забив 1 гол.

## Титули і досягнення
- Володар Кубка Португалії (1):

«Авеш»: 2017-18
- Чемпіон Кіпру (1):

«Омонія»: 2020-21